# クッキー (スーパーマーケット)
株式会社クッキー（英文社名：Cookey Inc. ）は、かつて鹿児島県薩摩川内市に本社を置き、スーパーマーケットなどの運営を行っていた企業。

## 概要
1960年11月に精肉販売を目的に創業。1976年6月に有限会社堀ストアとして法人へ改組。1993年8月に株式会社クッキーへ商号変更した。鹿児島県内において、スーパーマーケット「クッキー」「ラークス」、100円ショップ「ザ・ダイソー百円館」運営していた。また、関連会社の株式会社クッキーハルヤでは、明屋書店のフランチャイズ店を2店舗運営していた。
2007年夏からは、株式会社クッキーを含む7社合同によるPR誌『まんま〜る』を配布していた。
2001年4月期には約129億円の売上があったが、同業他社や郊外型大型ショッピングセンター、また異業種店舗などの台頭により、2018年4月期の売上は約40億5,900万円にまで落ち込んだ。金融機関から借入金返済猶予などの金融支援を受ける一方、不採算店舗の閉鎖を実施したものの、赤字解消には至らなかった。
このため株式会社クッキーは、2018年9月29日をもって全店舗を閉店した。隼人店を除く8店舗は、同じ薩摩川内市に本社を置きスーパー「だいわ」を運営する株式会社大和が営業を引き継ぎ、株式会社クッキーハルヤが手掛けていた明屋書店のFC2店舗のうち、川内店は明屋書店直営に変更され、隼人店は閉店した。
その後、株式会社クッキーは2021年3月1日に解散を決議。子会社であるクッキーハルヤと共に、同年4月30日付で鹿児島地方裁判所から特別清算開始決定を受け、同年9月30日に法人格が消滅した。

## 店舗
いずれも鹿児島県内に存在。

### クッキー
- 姶良店（姶良市）
- 出水中央店（出水市）
- 国分北店（霧島市）
- 鶴田店（薩摩郡さつま町）
- 隼人店（霧島市）
- 宮内店（薩摩川内市）

### ラークス
- 川内店（薩摩川内市、北緯31度49分46.3秒 東経130度18分26.4秒 / 北緯31.829528度 東経130.307333度）
- 谷山店（鹿児島市、北緯31度31分35.7秒 東経130度30分15.8秒 / 北緯31.526583度 東経130.504389度）- 廃業前の2011年11月末に閉店[5]。

### ザ・ダイソー百円館
- 姶良店（姶良市）- クッキー姶良店横
- 国分店（霧島市）- クッキー国分北店横

### 明屋書店
株式会社クッキーハルヤの店舗、明屋書店のFC店
- 川内店（薩摩川内市）- クッキー本部1階
- 隼人店（霧島市）- クッキー隼人店横